# Gira Fuerza Natural
La Gira Fuerza Natural fue la última serie de conciertos que dio el músico Gustavo Cerati a fines de 2009 y comienzos de 2010 en los que presentó su último álbum, Fuerza Natural. Durante el primer tramo de la gira (noviembre - diciembre de 2009) interpretó todas las canciones del disco sin intercalarlas con otras, excepto por «# (Numeral)», ya que cerró varios recitales con esa canción.
Durante el segundo tramo (marzo - mayo de 2010), Cerati intercaló las nuevas canciones con las viejas. Las fechas suspendidas al principio de esta segunda parte de la gira fueron por el terremoto de Chile de 2010, a raíz del cual Cerati viajó de emergencia a Chile y también fue uno de los organizadores del evento Argentina abraza a Chile.
Las fechas programadas para España fueron canceladas luego de que Cerati sufriera un ACV tras finalizar el show en Caracas el 15 de mayo de 2010.
El primer concierto en Monterrey fue grabado y fue lanzado como un álbum en vivo llamado Fuerza Natural Tour, en vivo en Monterrey, MX, 2009 el 20 de noviembre de 2019, actualmente disponible en YouTube.

## Lista de canciones
La siguiente lista de canciones corresponde al concierto realizado el 20 de diciembre de 2009 en el Club Ciudad de Buenos Aires. No representa todos los conciertos de la gira.
|  | Primer acto: Fuerza Natural 1. «Fuerza Natural» 2. «Magia» 3. «Déjà Vu» 4. «Desastre» 5. «Rapto» 6. «Amor Sin Rodeos» 7. «Tracción a Sangre» 8. «Cactus» 9. «Naturaleza Muerta» 10. «Dominó» 11. «Sal» 12. «Convoy» 13. «He Visto a Lucy» | Segundo acto 1. «Zona de Promesas» 2. «Pulsar» 3. «Te Llevo para Que Me Lleves» 4. «Marea de Venus» 5. «Crimen» 6. «Paseo Inmoral» 7. «Cosas Imposibles» 8. «La Excepción» 9. «Adiós» | Bis 1. «Puente» 2. «Lago en el Cielo» 3. «Vivo» 4. «Jugo de Luna» 5. «# (Numeral)» |

## Canciones tocadas
| Álbum                                       | Canción                     | Veces |
| ------------------------------------------- | --------------------------- | ----- |
| Fuerza Natural (2009)                       | Déjà Vu                     | 21    |
| Fuerza Natural (2009)                       | Rapto                       | 21    |
| Fuerza Natural (2009)                       | Fuerza Natural              | 20    |
| Fuerza Natural (2009)                       | Magia                       | 20    |
| Fuerza Natural (2009)                       | Amor Sin Rodeos             | 20    |
| Fuerza Natural (2009)                       | He Visto a Lucy             | 20    |
| Fuerza Natural (2009)                       | Tracción a Sangre           | 20    |
| Fuerza Natural (2009)                       | Sal                         | 19    |
| Fuerza Natural (2009)                       | Desastre                    | 19    |
| Fuerza Natural (2009)                       | Cactus                      | 18    |
| Fuerza Natural (2009)                       | Dominó                      | 18    |
| Fuerza Natural (2009)                       | Convoy                      | 8     |
| Fuerza Natural (2009)                       | Naturaleza Muerta           | 8     |
| Fuerza Natural (2009)                       | # (Numeral)                 | 6     |
| Ahí Vamos (2006)                            | Lago en el Cielo            | 21    |
| Ahí Vamos (2006)                            | La Excepción                | 21    |
| Ahí Vamos (2006)                            | Crimen                      | 20    |
| Ahí Vamos (2006)                            | Uno Entre 1000              | 13    |
| Ahí Vamos (2006)                            | Adiós                       | 8     |
| Ahí Vamos (2006)                            | Jugo de Luna                | 6     |
| Ahí Vamos (2006)                            | Bomba de Tiempo             | 1     |
| Siempre es Hoy (2002)                       | Vivo                        | 14    |
| Siempre es Hoy (2002)                       | Artefacto                   | 12    |
| Siempre es Hoy (2002)                       | Cosas Imposibles            | 8     |
| Siempre es Hoy (2002)                       | Camuflaje                   | 6     |
| Siempre es Hoy (2002)                       | No Te Creo                  | 3     |
| Siempre es Hoy (2002)                       | Sudestada                   | 2     |
| Bocanada (1999)                             | Perdonar es Divino          | 11    |
| Bocanada (1999)                             | Puente                      | 11    |
| Bocanada (1999)                             | Paseo Inmoral               | 10    |
| Bocanada (1999)                             | Río Babel                   | 4     |
| Zona de Promesas (Mixes 1984 - 1993) (1993) | Zona de Promesas            | 8     |
| Amor Amarillo (1993)                        | Pulsar                      | 21    |
| Amor Amarillo (1993)                        | Te Llevo para Que Me Lleves | 19    |
| Amor Amarillo (1993)                        | A Merced                    | 11    |
| Amor Amarillo (1993)                        | Av. Alcorta                 | 2     |
| Colores Santos (1992)                       | Marea de Venus              | 19    |
| Soda Stereo (1984)                          | Trátame Suavemente          | 6     |

## Fechas
| Fecha                   | Ciudad           | País           | Lugar                               |
| Norteamérica            | Norteamérica     | Norteamérica   | Norteamérica                        |
| ----------------------- | ---------------- | -------------- | ----------------------------------- |
| 19 de noviembre de 2009 | Monterrey        | México         | Estadio de Béisbol Monterrey        |
| 21 de noviembre de 2009 | Guadalajara      | México         | Auditorio Telmex                    |
| 24 de noviembre de 2009 | Ciudad de México | México         | Auditorio Nacional                  |
| 25 de noviembre de 2009 | Ciudad de México | México         | Auditorio Nacional                  |
| Sudamérica              |                  |                |                                     |
| 30 de noviembre de 2009 | Santiago         | Chile          | Movistar Arena                      |
| 5 de diciembre de 2009  | Montevideo       | Uruguay        | Velódromo Municipal de Montevideo   |
| 11 de diciembre de 2009 | Córdoba          | Argentina      | Orfeo Superdomo                     |
| 20 de diciembre de 2009 | Buenos Aires     | Argentina      | Club Ciudad de Buenos Aires         |
| 13 de marzo de 2010     | Buenos Aires     | Argentina      | Avenida Figueroa Alcorta & La Pampa |
| 18 de marzo de 2010     | Buenos Aires     | Argentina      | Samsung Studio                      |
| 20 de marzo de 2010     | Rosario          | Argentina      | Metropolitano                       |
| 9 de abril de 2010      | Neuquén          | Argentina      | Estadio Ruca Che                    |
| 12 de abril de 2010     | Mendoza          | Argentina      | Auditorio Ángel Bustelo             |
| 24 de abril de 2010     | Lima             | Perú           | Estadio San Marcos                  |
| Norteamérica            |                  |                |                                     |
| 28 de abril de 2010     | Los Ángeles      | Estados Unidos | Nokia Theatre                       |
| 30 de abril de 2010     | Tijuana          | México         | Plaza Monumental                    |
| 4 de mayo de 2010       | Acapulco         | México         | Mundo Imperial                      |
| 7 de mayo de 2010       | Miami            | Estados Unidos | American Airlines Arena             |
| Sudamérica              |                  |                |                                     |
| 11 de mayo de 2010      | Medellín         | Colombia       | Plaza de Toros La Macarena          |
| 13 de mayo de 2010      | Bogotá           | Colombia       | Coliseo Cubierto El Campín          |
| 15 de mayo de 2010      | Caracas          | Venezuela      | Universidad Simón Bolívar           |

## Conciertos cancelados
| Fecha                 | Ciudad         | País   | Lugar             | Razón                                       |
| --------------------- | -------------- | ------ | ----------------- | ------------------------------------------- |
| 2 de mayo de 2010     | Mexicali       | México | Plaza Calafia     | Terremoto de Mexicali de 2010               |
| 16 de octubre de 2010 | Valencia       | España | Sala Mirror       | Accidente cerebrovascular de Gustavo Cerati |
| 18 de octubre de 2010 | Barcelona      | España | Razzmatazz        | Accidente cerebrovascular de Gustavo Cerati |
| 20 de octubre de 2010 | Islas Baleares | España | Palma de Mallorca | Accidente cerebrovascular de Gustavo Cerati |
| 22 de octubre de 2010 | Madrid         | España | Sala La Riviera   | Accidente cerebrovascular de Gustavo Cerati |

## Músicos
Para ésta gira se mantuvo casi en su totalidad la misma formación que la gira anterior, teniendo dos nuevos músicos pero manteniendo a los antiguos.
Gustavo Cerati: Voz y Guitarra Principal
Richard Coleman: Segunda Guitarra y Coros
Fernando Nalé: Bajo y Coros
Fernando Samalea: Batería y Percusión
Leandro Fresco: Teclados, Samplers y Coros
Anita Álvarez de Toledo: Coros
Gónzalo Córdoba: Tercera Guitarra

## Curiosidades
- Fue la última gira realizada por el artista, debido a su accidente cerebrovascular (ACV), concluyendo así la carrera musical del artista.

- Fue la gira en que más guitarras ha usado. En total fueron nueve.
- Fue la gira en que más capos usó en canciones. En total fueron diez capos de 38 canciones interpretadas a lo largo de toda la gira.
- Cerati interpretó Trátame suavemente con la guitarra Mosrite Double Neck (doble mástil) siendo el primer y único artista latinoamericano en usarla.